# Jánoshalma
Jánoshalma é uma cidade da Hungria, situada no condado de Bács-Kiskun. Tem 132,21 km² de área e sua população em 2019 foi estimada em 8.336 habitantes.